# Psolicrux iuvenilesi
Psolicrux iuvenilesi is een zeekomkommer uit de familie Psolidae.
De wetenschappelijke naam van de soort werd in 2009 gepubliceerd door Mark O'Loughlin & M.E. Manjón-Cabeza.